# Iveco Bus Evadys
L'Iveco Bus Evadys è un autobus prodotto a partire dal 2016.

## Progetto
Con l'uscita di produzione, nel 2013, dell'Irisbus Evadys, la gamma offerta da Iveco lasciava scoperto il segmento degli autobus dedicati ai servizi di linea intercity di fascia alta e al noleggio di fascia media, storicamente dominato dalla gamma Setra ComfortClass. A differenza del predecessore, il nuovo Evadys viene sviluppato a partire dall'Iveco Crossway, con il quale mantiene una certa parentela stilistica: i due modelli si differenziano per il taglio dei fanali anteriori, la sagoma delle porte e il disegno del lunotto posteriore.
L'assemblaggio avviene, come per il Crossway, nello stabilimento di Vysoké Myto.

## Tecnica
L'Evadys è equipaggiato con il motore Cursor 9, erogante 400 cavalli e montato anche sul Crossway PRO; è inoltre dotato della tecnologia di post-trattamento dei gas di scarico "HI-eSCR" (HIgh Efficiency SCR) sviluppata da FPT Industrial. La trasmissione può essere manuale o automatica; oltre che di ABS ed ESP è dotato del dispositivo DMF (Dual Mass Flywheel) che riduce sensibilmente le vibrazioni all'interno dell'abitacolo.
Il modello si caratterizza per l'ampia possibilità di personalizzazione, con la possibilità di scegliere la disposizione dei sedili, delle porte, il livello di finiture, rendendo il bus versatile e adatto a svariati impieghi.

## Versioni
Ecco un riepilogo delle versioni in produzione:

### Evadys 12
- Lunghezza: 12 metri
- Allestimento: Interurbano
- Alimentazione: Gasolio

### Evadys 13

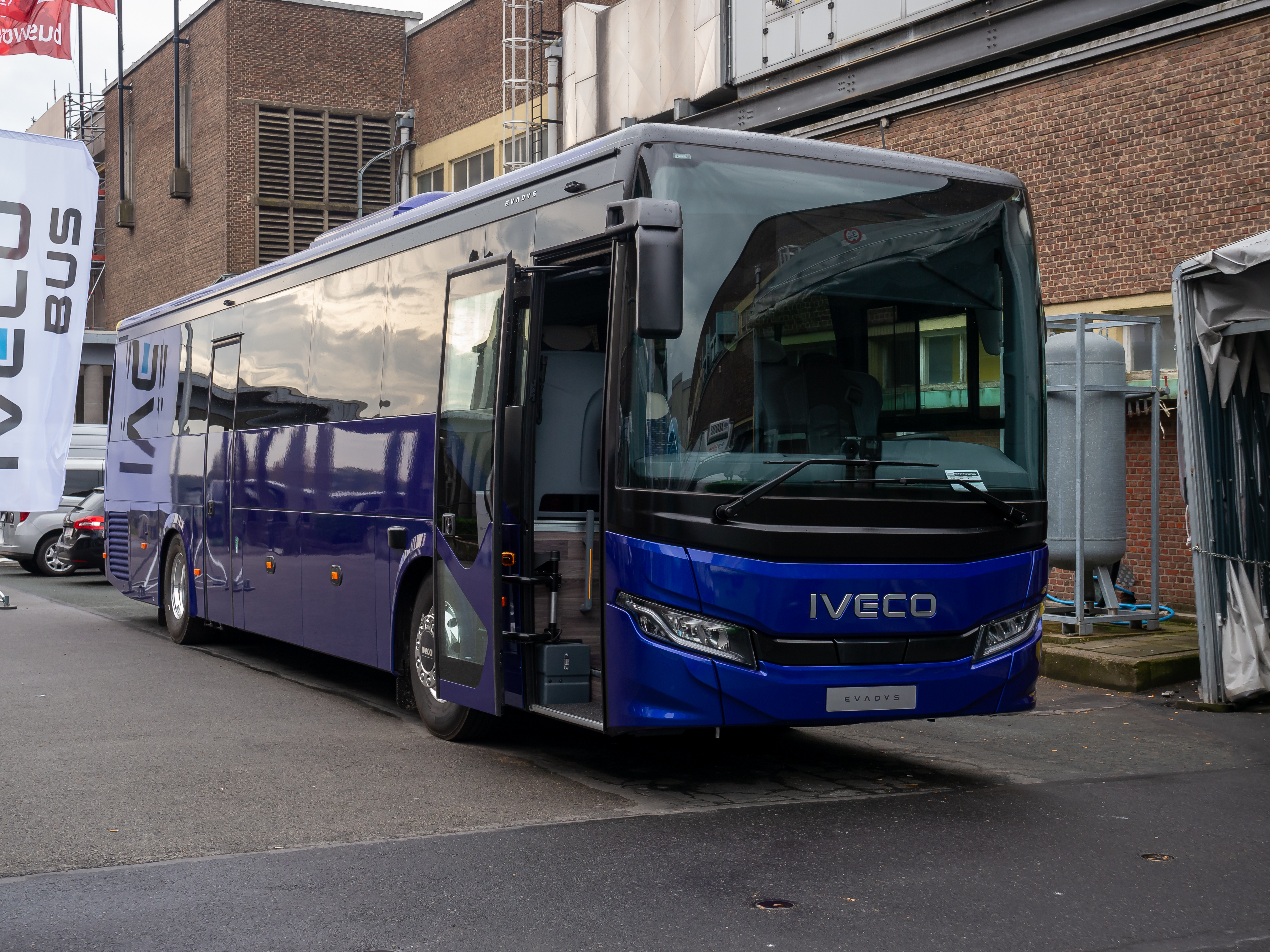

- Lunghezza: 12,9
- Allestimento: Interurbano
- Alimentazione: Gasolio

## Diffusione
L'Evadys è stato presentato all'IAA 2016 di Hannover. In Italia è stato inizialmente immesso in servizio da ASF Como e Air Pullman Assago; quest'ultima azienda ne impiega tuttora alcuni esemplari sul servizio Malpensa Shuttle" da/per l'Aeroporto di Milano Malpensa. Nel luglio 2018 sono iniziate le consegne ad alcune aziende di trasporto pugliese nell'ambito dell gara d'appalto regionale per la sostituzione del materiale obsoleto.